# بو كريستيان لارسون
بو كريستيان لارسون (بالسويدية: Bo Christian Larsson)‏ هو فنان سويدي، ولد في 11 أبريل 1976 في كريستينه هامن في السويد.